# Liste der Einträge im National Register of Historic Places im Chippewa County (Minnesota)

Lage des Chippewa County in Minnesota

Die Liste der Einträge im National Register of Historic Places im Chippewa County in Minnesota führt alle Bauwerke und historischen Stätten im Chippewa County auf, die in das National Register of Historic Places aufgenommen wurden.

## Legende
| NRHP | Historic Place    |
| HD   | Historic District |

## Aktuelle Einträge
| [ 2 ] | Name                                                  | Bild                                                  | Eintragsdatum        | Lage                                                                  | Ort                     | Beschreibung                                                                                        |
| ----- | ----------------------------------------------------- | ----------------------------------------------------- | -------------------- | --------------------------------------------------------------------- | ----------------------- | --------------------------------------------------------------------------------------------------- |
| 1     | Charles H. Budd House                                 | Charles H. Budd House                                 | 1977 ID-Nr. 77000726 | 219 North 3rd Street 44° 56′ 49,7″ N, 95° 43′ 24,3″ W                 | Montevideo              | 1909 errichtetes Wohnhaus eines Lokalpolitikers                                                     |
| 2     | Chicago, Milwaukee and St. Paul Depot                 | Chicago, Milwaukee and St. Paul Depot                 | 1988 ID-Nr. 88002079 | S. 1st St. at Park Ave. 44° 56′ 29,5″ N, 95° 43′ 21,7″ W              | Montevideo              | 1901 errichtetes Bahnhofsgebäude der heute zur Soo Line Railroad gehörenden früheren Milwaukee Road |
| 3     | Chippewa County Bank                                  | Chippewa County Bank                                  | 1977 ID-Nr. 77000727 | North 1st Street Ecke Lincoln Avenue 44° 56′ 50,7″ N, 95° 43′ 28,5″ W | Montevideo              | 1900 im Queen Anne-Stil errichtetes Bankgebäude                                                     |
| 4     | Henry Gippe Farmstead                                 | Henry Gippe Farmstead                                 | 1985 ID-Nr. 85002558 | US 59 44° 59′ 38″ N, 95° 46′ 23″ W                                    | Watson                  | 1887 errichtetes Farmhaus                                                                           |
| 5     | Lac qui Parle Mission Archeological Historic District | Lac qui Parle Mission Archeological Historic District | 1973 ID-Nr. 91001055 | County Road 32 45° 1′ 25,5″ N, 95° 52′ 5,4″ W                         | nordwestlich von Watson | Stelle, an der 1835 eine Missionsstation errichtet worden war                                       |
| 6     | Montevideo Carnegie Library                           | Montevideo Carnegie Library                           | 1982 ID-Nr. 82002938 | 125 North 3rd Street 44° 56′ 47,3″ N, 95° 43′ 24,5″ W                 | Montevideo              | 1906 errichtete Carnegie-Bibliothek                                                                 |
| 7     | Olof Swensson Farmstead                               | Olof Swensson Farmstead                               | 1974 ID-Nr. 74001010 | County Highways 6 and 15 44° 52′ 42,8″ N, 95° 35′ 32,9″ W             | Granite Falls           | Farm mit in den 1880er Jahren errichteter Rundscheune und Farmhaus von 1903                         |
| 8     | Julian A. Weaver House                                | Julian A. Weaver House                                | 1986 ID-Nr. 86001344 | 837 Minnesota Avenue 44° 48′ 31″ N, 95° 32′ 14″ W                     | Granite Falls           | 1878 errichtetes Gebäude                                                                            |